# Hemerodromia gonatopus
Hemerodromia gonatopus är en tvåvingeart som beskrevs av Speiser 1908. Hemerodromia gonatopus ingår i släktet Hemerodromia och familjen dansflugor. Inga underarter finns listade i Catalogue of Life.